# Ribeira Izé
A Ribeira Izé é um curso de água de São Tomé e Príncipe, localizado na ilha do Príncipe. Este curso de água corre para Norte até encontrar o mar na Praia da Ribeira Izé, entre a Ponta da Furna e a Ponta Marmita.